# Chao Yao-dong
Chao Yao-dong (chinesisch 趙耀東 / 赵耀东, Pinyin Zhào Yàodōng) (* 1916 in Jiangsu; † 20. August 2008 in Taipeh) war ein taiwanischer Politiker und Ökonom.

## Leben
Chao Yao-dong besuchte die Wuhan-Universität und schloss sein dortiges Studium 1940 ab. Vom 25. November 1981 bis zum 28. Mai 1984 bekleidete er das Amt des Wirtschaftsministers der Republik China (Taiwan). 
Im August 2008 starb er im Alter von 92 Jahren an Multiorganversagen.